# Barraina anfracta
Barraina anfracta Richardson, 2013 è un ragno appartenente alla famiglia Salticidae.
È l'unica specie nota del genere Barraina.

## Distribuzione
Gli esemplari di questa specie sono stati rinvenuti in Australia (Queensland).

## Tassonomia
Per la determinazione delle caratteristiche di questo genere sono stati esaminati gli esemplari di B. anfracta Richardson, 2013.
Dal 2017 non sono stati esaminati altri esemplari, né sono state descritte sottospecie al 2022.